# Altes Rathaus (Schweinfurt)
Das Alte Rathaus (auch nur: Rathaus) der Stadt Schweinfurt liegt am Markt (Hauptmarkt) in der Altstadt und steht unter Denkmalschutz. Es gilt als Glanzleistung der profanen deutschen Renaissance und zählt zu den wichtigsten Renaissance-Bauten Süddeutschlands.

## Baugeschichte
Das Gebäude wurde von 1570 bis 1572 als Rathaus der Stadt im Stil der Renaissance errichtet, im Zuge des Wiederaufbaus der Stadt nach ihrer Zerstörung im Zweiten Markgräflerkrieg 1554. Architekt war Nickel Hoffmann, einer der bedeutenden Meister zwischen Spätgotik und Renaissance im mitteldeutschen Raum. 

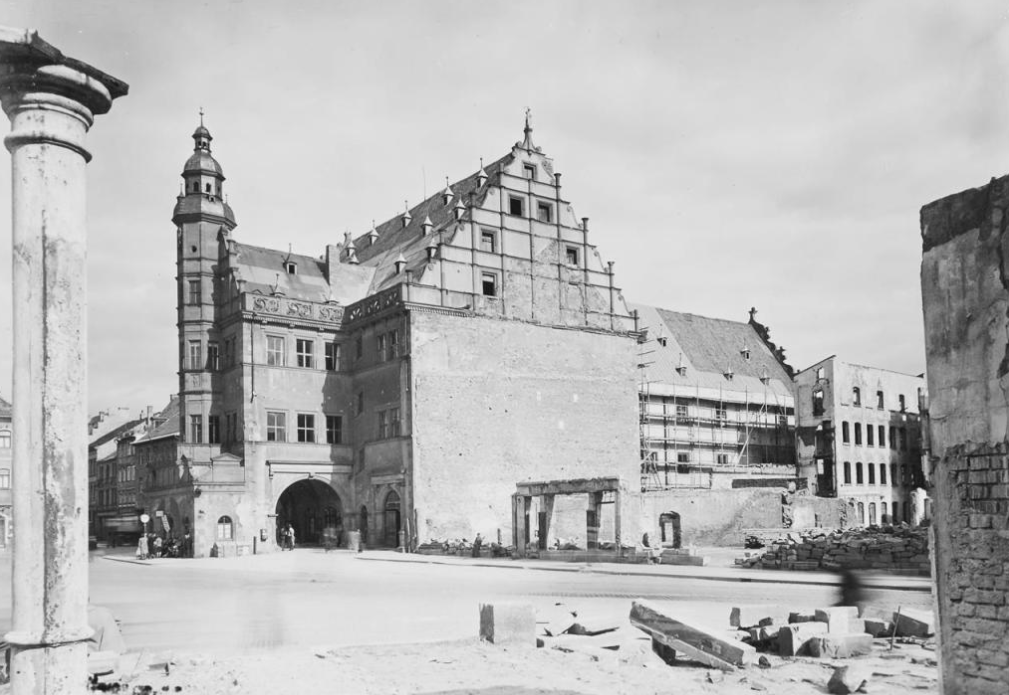
Unzerstörtes Rathaus 1946

Das Rathaus überstand die Jahrhunderte weitgehend unbeschädigt, auch den Zweiten Weltkrieg, in dem ein Teil der umliegenden Gebäude der Altstadt zerstört wurden.
Nach dem Krieg wurde eine große Freitreppe vom Rathausinnenhof zum Sitzungssaal und Standesamt an das Alte Rathaus angefügt. Mit einem Geländer, das aus Natursteinen in Form des Anfangsbuchstaben der Stadt S ausgefacht wird, nach Vorbild des alten Geländers über der Dachtraufe auf der Marktseite. Am Abend des 20. April 1959 stand der Dachstuhl des Alten Rathauses, das den Zweiten Weltkrieg unbeschadet überstanden hatte, in Flammen. Der Ostgiebel bog sich nach außen und drohte in die Brückenstraße zu stürzen. Die Feuerwehren brachten jedoch den Brand, der durch Schweißarbeiten ausgelöst wurde, unter Kontrolle.
In den 1980er Jahren wurden die großen Kellergewölbe mit zahlreichen Nebenräumen und Zwischentreppen restauriert und das Restaurant Ratskeller eröffnet.

Die vier Ansichten des Rathauses
Nordansicht (1901)
Westansicht (1910)
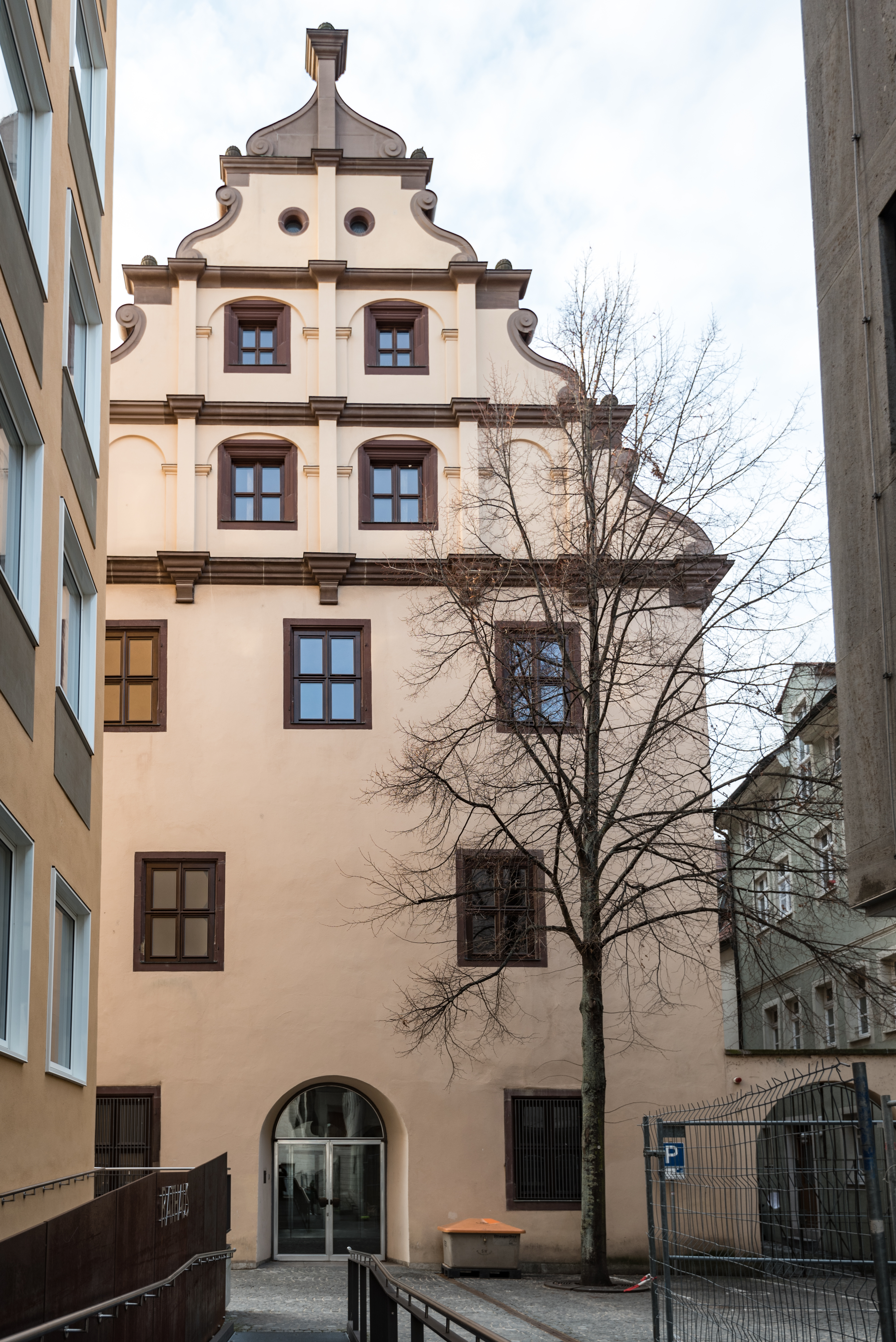
Südansicht (2017)
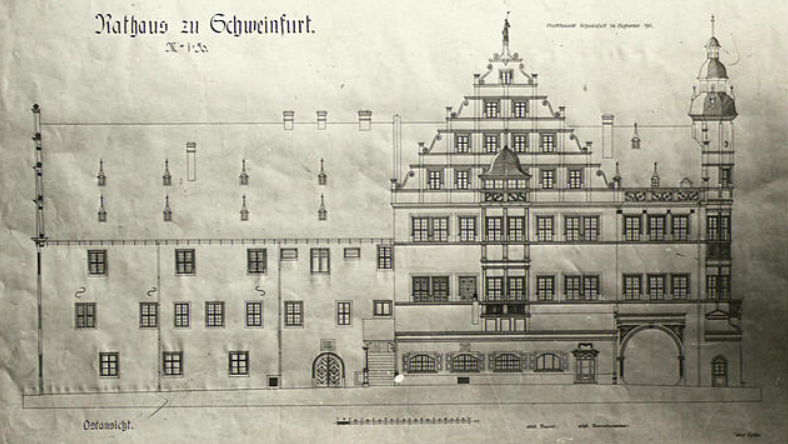
Ostansicht (Plan vom Stadtbauamt von 1911). Die linke Hälfte wird durch Bürgerhäuser in der Brückenstraße verdeckt

## Rathaus als Zeichen der Macht
Der Historiker und Schweinfurter Stadtarchivar Gregor Metzig beschäftigte sich im Jubiläumsjahr 2022 mit 450 Jahren Rathausgeschichte.

„Nur ein Bruchteil unter rund 3500 Einwohnern besaß überhaupt das Bürgerrecht, im ständisch-hierarchisch geprägten Zwergstaat. Dessen regierender Oligarchenclub sah sich einem fernen König unterstellt und ansonsten nur noch der göttlichen Ordnung [...] Die Bürger fanden alle im heutigen Ratssaal Platz, im älteren, gotischen Südflügel, der als "Kauf- und Tanzhaus" diente.“

„'Etwas naiv' sei die frühere Deutung des Rathausbaus als Zeichen von 'Bürgerstolz und Gemeinsinn' gewesen [...] Laut Quellenforscher sollten Turm, Laubengang und Freitreppe den gleichen Machtanspruch demonstrieren wie manch fürstliches Schloss der Umgebung. Die 'Residenz des Rates' sei herrschaftliches Handlungs- und Legitimationszentrum gewesen, im Stil eines Palazzo. Jeder konnte auf den ersten Blick erkennen, wer Herr, wer Knecht war, in der von reichen Händlern dominierten Stadtrepublik.“

## Baubeschreibung
Im Keller ist neben dem Ratskeller das ehemalige Stadtverließ. Im Erdgeschoss befindet sich eine große Gewölbehalle, die ehemalige Markthalle und heutige Halle im Alten Rathaus, in der Ausstellungen stattfinden. Der Vorbau an der Marktseite mit dem erdgeschossigen Durchgang Rathausbogen und dem Rathaustürmchen ist mit vielen Figuren auf den erneuerten Renaissance-Elementen auf den Dachgiebeln vom Schweinfurter Bildhauer Heinrich Söller bestückt. Am Rathausturm hängen zwei Schweinfurter Stadtwappen in den Fängen des Doppeladlers des Wappens von Kaiser Maximilian II. An der Ostseite, zur Brückenstraße, befindet sich ein Erker.
Im Gebäude befindet sich die Rathausdiele, in der zahlreiche festliche Veranstaltungen stattfinden und die bekannt ist für ihre kunstvoll geschnitzten Säulen und einen flämischen Gobelin aus dem 17. Jahrhundert.
Das Alte und das Neue Rathaus umschließen gemeinsam den Rathausinnenhof.

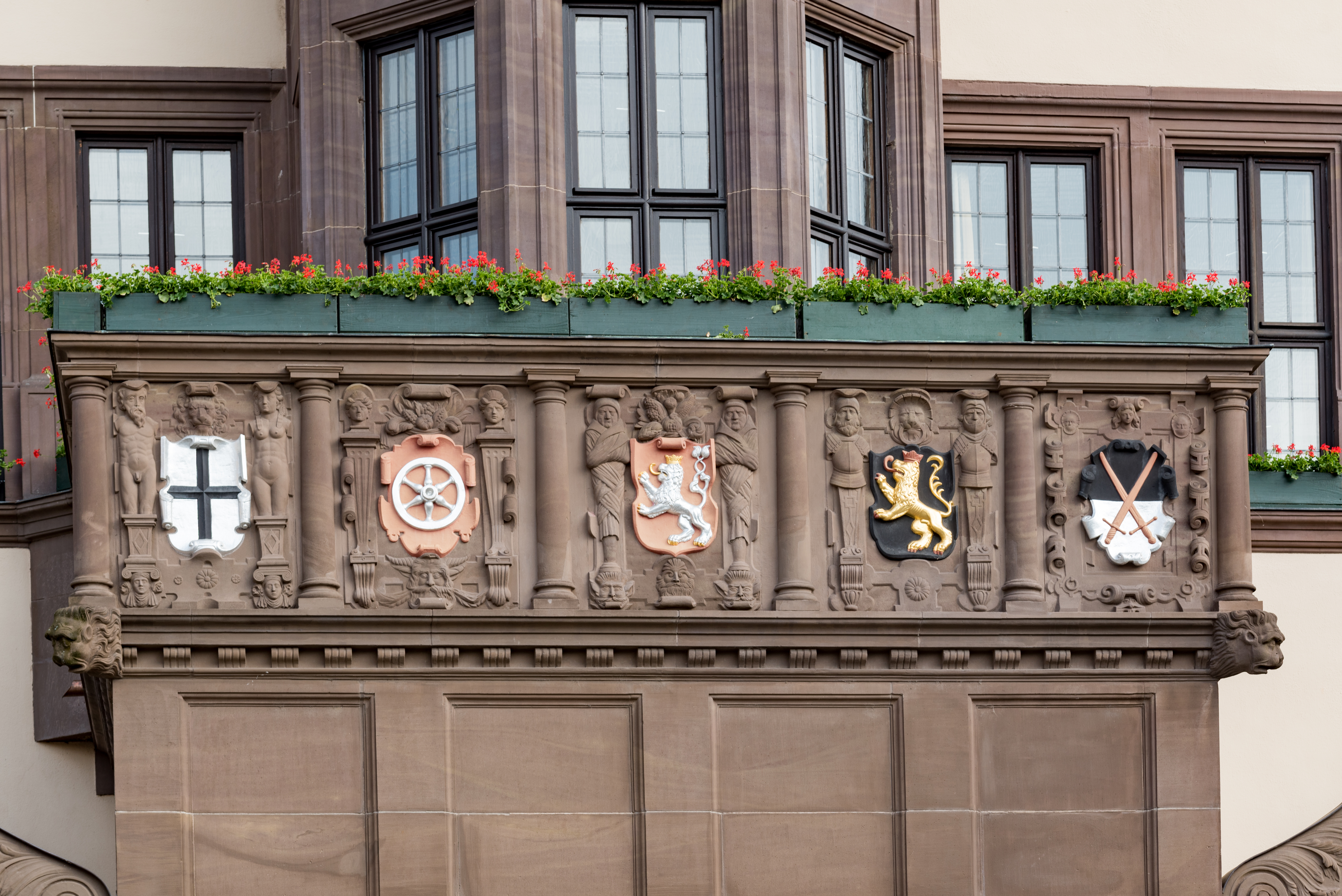
Rathaus-Balkon mit Wappen
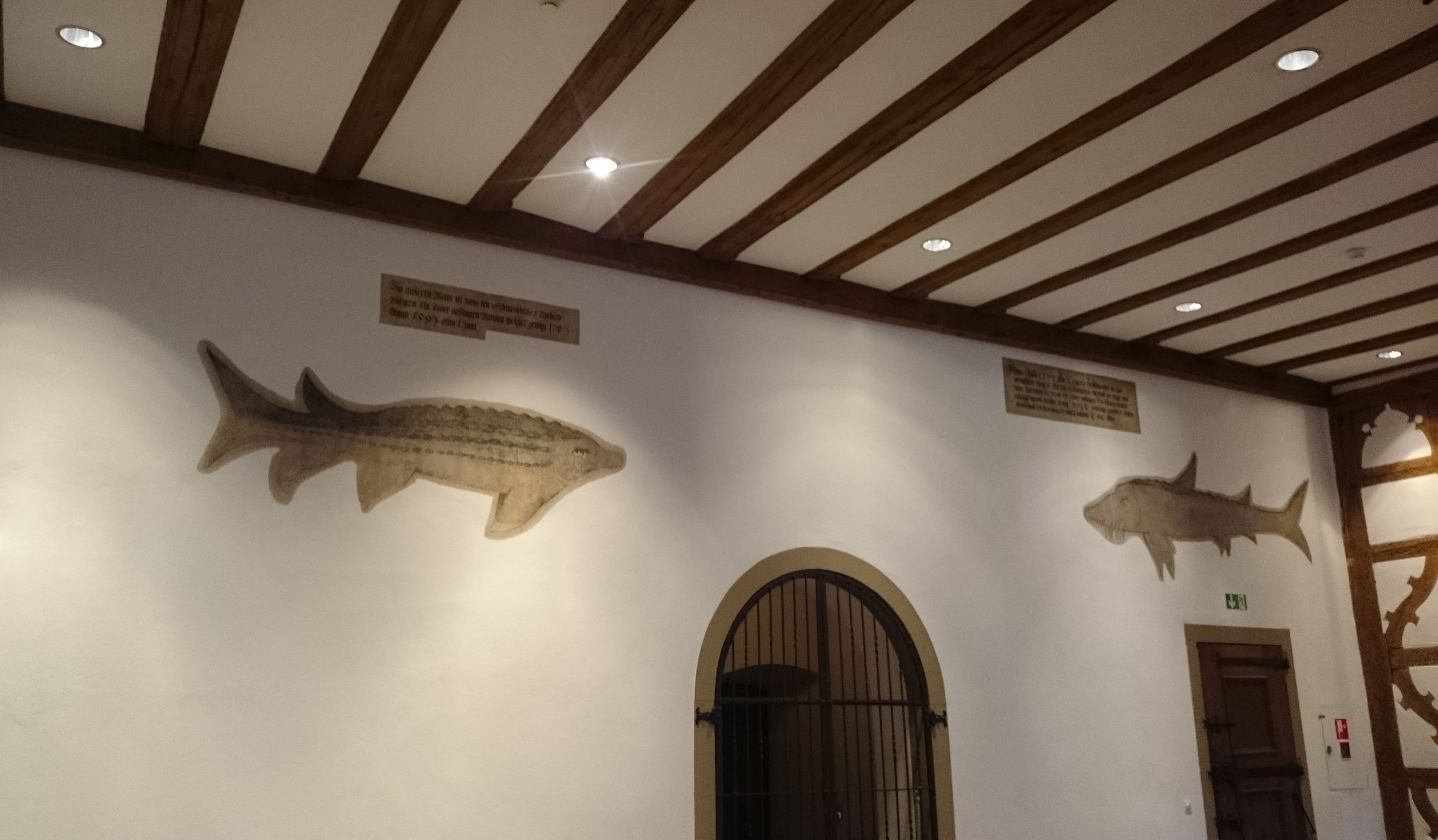
Rathausdiele mit Störe-Wandbild

## Heutige Nutzung
Im Alten Rathaus befinden sich der Sitzungssaal des Stadtrates, der Trausaal des Standesamtes, die Stadt-Apotheke (gegründet 1412) und die Tourist-Information Schweinfurt 360° für die Stadt und den Landkreis. Im Ratskeller ist heute das große italienische Restaurant Aposto. Vom Rathaus-Balkon hält traditionell das Nürnberger Christkind zu ihrem ersten Auswärtstermin einen Prolog zu Beginn des Schweinfurter Weihnachtsmarktes.

## Neues Rathaus

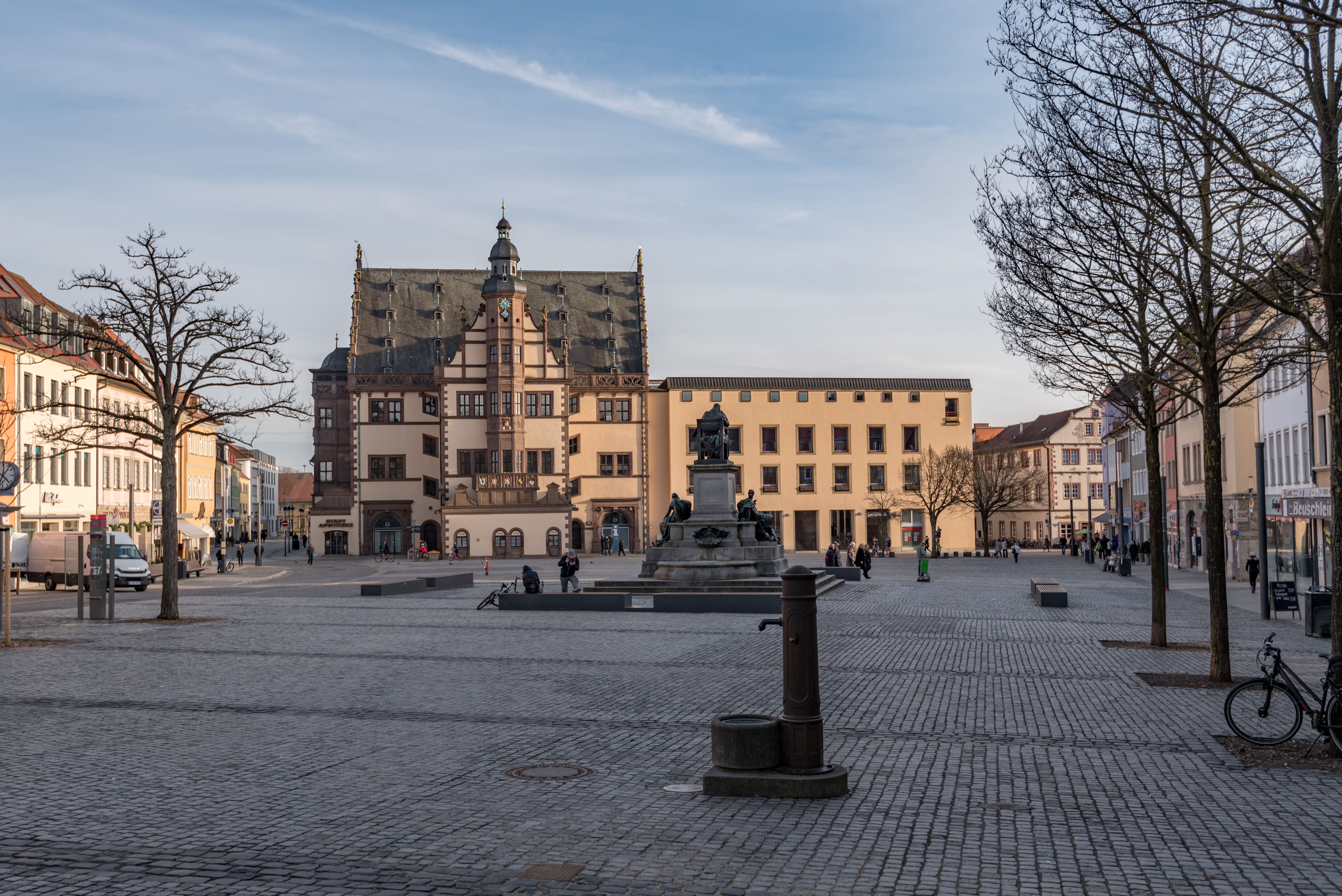
Altes und Neues Rathaus
mit Marktplatz

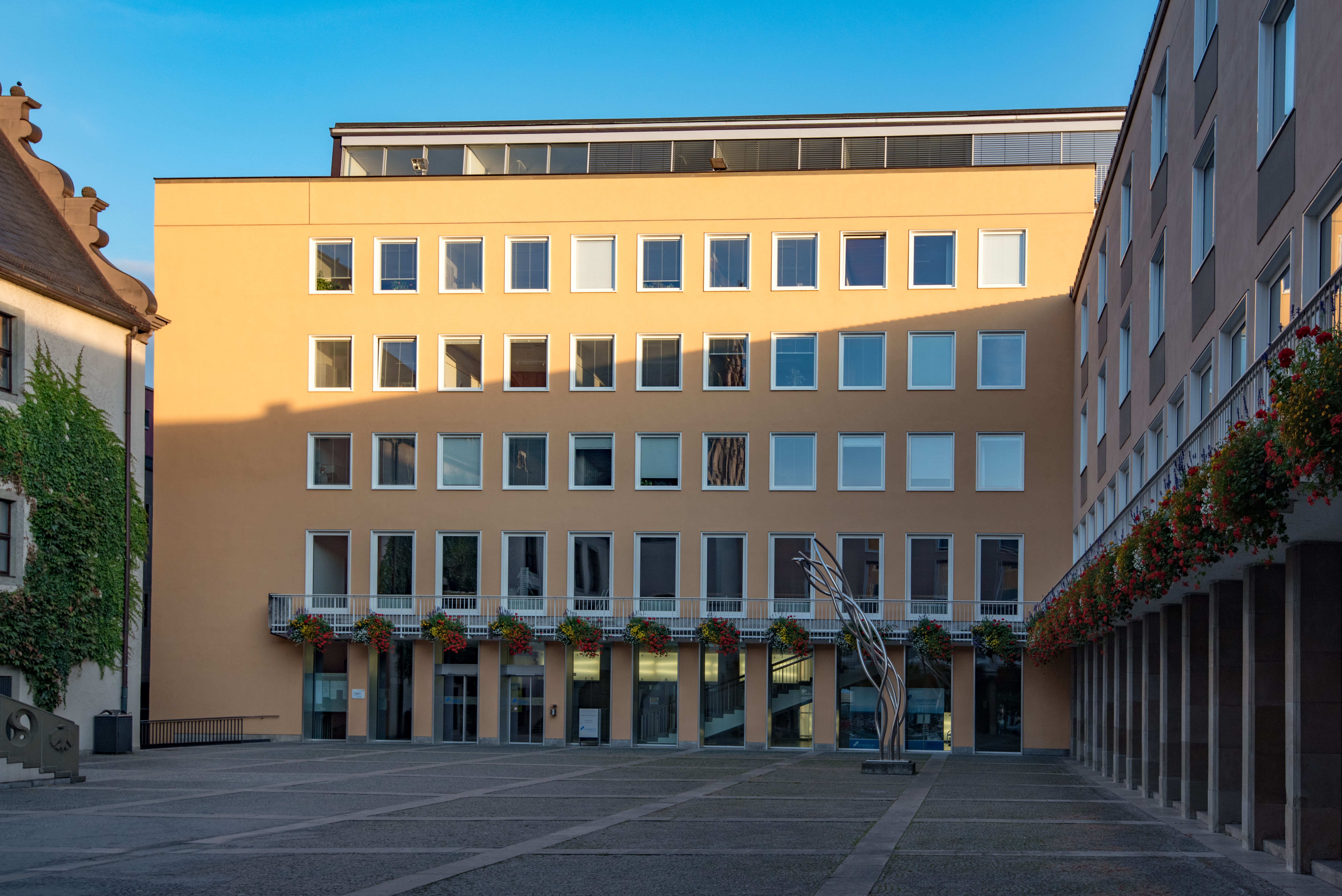
Neues Rathaus
mit Rathausinnenhof

Neben dem Alten Rathaus wurde als Anbau auf dem Areal von im Krieg zerstörten Bürgerhäusern das Neue Rathaus von Fred Angerer von 1954 bis 1958 errichtet. Seitdem wird das historische Gebäude häufig als Altes Rathaus bezeichnet. Die Gestaltung der Marktplatz-Fassade des Neuen Rathauses setzte sich nach Fertigstellung des Rohbaus mit Hilfe von Vorschlaghammer und Maurerkelle fort, durch wiederholte Veränderung von Größe und Lage von Fenstern, bis ein endgültig befriedigendes Ergebnis erzielt war. Der große Innenhof des Neuen Rathauses mit Brunnen ist heute Teil einer öffentlich begehbaren Abfolge von Höfen und Plätzen. 
Das Neue Rathaus, mit seiner harmonischen, zurückhaltenden Marktansicht, fand in der Nachkriegszeit kaum Beachtung und wurde ebenfalls unter Denkmalschutz gestellt.
Der weitaus größte Teil der Stadtverwaltung befindet sich im Neuen Rathaus. Altes und Neues Rathaus bilden einen Komplex, der nahezu den ganzen Straßenblock zwischen Markt, Brückenstraße, Juden- und Metzgergasse einnimmt.